# جوي بوشامب
جوي بوشامب (بالإنجليزية: Joey Beauchamp)‏ هو لاعب كرة قدم بريطاني في مركز الوسط، ولد في 13 مارس 1971 في أكسفورد في المملكة المتحدة. لعب مع أكسفورد يونايتد وسوانزي سيتي وسويندون تاون ووست هام يونايتد.

## وصلات خارجية
- جوي بوشامب على موقع قاعدة بيانات كرة القدم.إي يو (الإنجليزية)
- جوي بوشامب على موقع Soccerbase.com (لاعب) (الإنجليزية)